# Kruse af Elghammar
Kruse af Elghammar var en svensk adelsätt, introducerad 1625 på Sveriges Riddarhus med nummer 69. Ätten ansågs 1890 utslocknad och avfördes såsom utdöd vid 1890 års adelsmöte. Dessförinnan hade ätten utgrenats i friherrliga ätten Kruse af Kajbala, utdöd 1732. Ätten har separat ursprunget från ätterna Cruus.